# Maurits Anne Lieftinck
Maurits Anne Lieftinck, född den 18 februari 1904 i Amsterdam, död den 13 april 1985 i Rhenen, var en nederländsk entomolog. Mellan 1947 och 1954 spelade han en viktig roll i forskningen om Nederländska Ostindiens entomofauna. 
Han har fått arterna Lieftinckana, Lieftinckia och Neolieftinckana uppkallade efter sig.
Auktorsnamnet Lieftinck kan användas för Maurits Anne Lieftinck i samband med ett vetenskapligt namn inom zoologin; se Wikipedia-artiklar som länkar till auktorsnamnet.